# Rohožník (Prešov)
Rohožník (in ungherese Barátlak, in tedesco Schopenhau) è un comune della Slovacchia facente parte del distretto di Humenné, nella regione di Prešov.